# Ендрю Ин
Ендрю Ин (англ. Andrew Ng, нар. 16 квітня 1976, Лондон) — американський учений британського походження у галузі інформатики, доцент Стенфордського університету, письменник, дослідник робототехніки і машинного навчання. Один із засновників стартапу в області онлайн-навчання Coursera.

## Біографія
Народився в 1976 році у Великій Британії, дитинство провів в Гонконзі й Сінгапурі. Батьки — іммігранти з Гонконгу.
Навчався в університеті Карнегі — Меллона, здобув ступінь магістра в Массачусетському технологічному інституті в 1998 році, захистив докторську дисертацію з проблематики машинного навчання з підкріпленням в Каліфорнійському університеті в Берклі в 2004 році.
Опублікував понад 100 наукових робіт. У 2007 році отримав стипендію Слоана за роботи в області штучного інтелекту.
У 2008 році включений в список 35 найбільш впливових інноваторів у віці до 35 років.
У 2011—2012 роках працював в Google, де керував проектом Google Brain. З травня 2014 року по березень 2017 року — провідний спеціаліст лабораторії штучного інтелекту китайської корпорації Baidu в Кремнієвій долині.
У січні 2018 заснував фонд розміром $ 175 млн для підтримки стартапів.
Станом на кінець 2010-х живе в Лос-Алтосі (Каліфорнія). У 2014 році одружився з Керол Рейлі, а в лютому 2019 року в родині народилася дочка Нова.
11 квітня 2024 року Amazon оголосила про призначення Ин до своєї ради директорів .